# Boana almendarizae
Hypsiboas almendarizae es una especie de anfibio anuro de la familia Hylidae.

## Distribución geográfica
Esta especie es endémica de Ecuador. Se encuentra entre los 500 y 1950 m sobre el nivel del mar en las laderas occidentales de los Andes en las provincias de Morona-Santiago, Napo y Tungurahua.

## Descripción
Los 23 especímenes de machos adultos observados en la descripción original miden de 34 a 44 mm y las 4 especímenes adultas hembras observadas en la descripción original miden de 37 a 52 mm de longitud estándar.

## Etimología
Esta especie lleva el nombre en honor de la herpetóloga ecuatoriana Ana De Lourdes Almendáriz Cabezas.

## Publicación original
- Caminer & Ron, 2014: Systematics of treefrogs of the Hypsiboas calcaratus and Hypsiboas fasciatus species complex (Anura, Hylidae) with the description of four new species. ZooKeys, n.º 370, p. 1–68[4]